# Marilynia oculissoma
Marilynia oculissoma är en rundmaskart som beskrevs av Stephen Donald Hopper 1972. Marilynia oculissoma ingår i släktet Marilynia och familjen Cyatholaimidae. Inga underarter finns listade i Catalogue of Life.